# Годард (Канзас)
Годард (енгл. Goddard) град је у америчкој савезној држави Канзас.

## Демографија
По попису из 2010. године број становника је 4.344, што је 2.307 (113,3%) становника више него 2000. године.
| Група             | 2000.         | 2010.         |
| Белци             | 1.924 (94,5%) | 3.834 (88,3%) |
| Афроамериканци    | 6 (0,3%)      | 37 (0,9%)     |
| Азијати           | 15 (0,7%)     | 51 (1,2%)     |
| Хиспаноамериканци | 39 (1,9%)     | 278 (6,4%)    |
| Укупно            | 2.037         | 4.344         |